# Bistum Estância
Das Bistum Estância (lateinisch Dioecesis Stantiana, portugiesisch Diocese de Estância) ist eine in Brasilien gelegene römisch-katholische Diözese mit Sitz in Estância im Bundesstaat Sergipe.
Ihr Gebiet umfasst die Gemeinden Estância, Arauá, Boquim, Cristinápolis, Indiaroba, Itabaianinha, Lagarto, Pedrinhas, Poço Verde, Riachão do Dantas, Salgado, Santa Luzia do Itanhy, Simão Dias, Tobias Barreto, Tomar do Geru und Umbaúba im Bundesstaat Sergipe. 

## Geschichte
Das Bistum Estância wurde am 30. April 1960 durch Papst Johannes XXIII. mit der Päpstlichen Bulle Ecclesiarum omnium aus Gebietsabtretungen des Erzbistums Aracaju errichtet und diesem als Suffraganbistum unterstellt.

## Bischöfe von Estância
- José Bezerra Coutinho, 28. Januar 1961 – 1. Juni 1985
- Hildebrando Mendes Costa, 25. März 1986 – 30. April 2003
- Marco Eugênio Galrão Leite de Almeida, 30. April 2003 – 25. September 2013, dann Weihbischof in São Salvador da Bahia
- Giovanni Crippa IMC, 9. Juli 2014 – 11. August 2021, dann Bischof von Ilhéus
- José Genivaldo Garcia, seit 30. November 2022